# Yakiimo
La station d'observation de Yakiimo (JCPM Yakiimo Station sur le site du MPC) est un observatoire astronomique situé dans l'arrondissement Shimizu-ku de la ville de Shizuoka, préfecture de Shizuoka au Japon.
Son code d'observatoire est 885.
L'astéroïde (8865) Yakiimo est nommé d'après la station.